# François-Adrien Boieldieu
François-Adrien Boieldieu (Rouen, 15 dicembre 1775 – Varennes-Jarcy, 8 ottobre 1834) è stato un compositore francese.
Artista nato sotto l'Ancien Régime, Boieldieu si formò durante il Terrore, divenne celebre durante il Consolato e l'Impero, fu onorato dai Borboni e declinò con la Rivoluzione di luglio. Rimane il principale compositore francese d'opera del primo quarto del XIX secolo.

## Biografia
Fu posto dal padre, segretario dell'arcivescovado di Rouen, come corista nella chiesa metropolitana, apprendendovi i primi elementi di musica dal maestro Urbain Cordonnier; passò poi sotto la direzione di Charles Broche, organista della cattedrale e «artista di qualche merito». Didatta ordinariamente severo nei confronti dei propri allievi, il Broche fu particolarmente duro nei confronti del giovanissimo Boiel, secondo la sua convinzione che alle giovani promesse occorresse riservare un cattivo trattamento. Si dice, a questo riguardo, che Boieldieu dovesse svolgere per il suo maestro il servizio di cameriere, come aveva già dovuto fare Haydn con Porpora e che un giorno, per evitare la punizione prevista per una lieve mancanza, sia scappato fino a Parigi.
A sedici anni Boieldieu abbandonò per sempre il suo maestro, continuando a formarsi interamente da autodidatta, poiché egli stesso sosteneva di possedere un piacevole talento di esecuzione al pianoforte, delle felici idee melodiche e qualche nozione di armonia; si faceva anche già sentire in lui, con grande intensità, quella passione per il teatro che sarà decisiva per il suo indirizzo artistico. I suoi scarsi risparmi erano impiegati per un posto all'Opéra - e quando mancava il denaro, come spesso gli accadeva, suppliva l'ingresso di sotterfugio - a deliziarsi delle musiche di Grétry, di Dalayrac o di Méhul. Aveva già composto diverse romanze: Quand, par pudeur, Au sein des plaisirs, Dans mes ennuis, De la lune les lueurs sombres, Charmant objet e, nel 1792, un concerto per pianoforte, ma per un artista promettente come lui, il massimo della felicità sarebbe consistita nel comporre un'opera e il libretto glielo scrisse il padre Jean-François. Nacque così, nel 1793, la sua prima opéra-comique, La Fille coupable, in 2 atti, rappresentata al Théâtre des Arts di Rouen il 2 novembre 1793.
Il Terrore non impediva le rappresentazioni teatrali e a Rouen si tenevano importanti attività musicali: altre sue romanze furono cantate dal celebre tenore Garat e, incoraggiato dall'accoglienza favorevole della sua opera prima, ancora con il concorso librettistico del padre, il 28 ottobre 1795 mandò sulle scene i 3 atti della Rosalie et Myrza, che fu un successo, anche se lo spartito è andato perduto.

### A Parigi
Nell'estate del 1796 Boieldieu prese la decisione di trasferirsi a Parigi dove soltanto sarebbe potuto arridere il successo a un artista di valore. La necessità di trovare un guadagno immediato fu soddisfatta nell'impiego di accordatore di pianoforti nella fabbrica di strumenti musicali Érard, allora rinomata, dove avrebbe potuto trovare appoggi e conoscenze utili alla rappresentazioni dei suoi lavori. Per qualche anno dovette accontentarsi di veder pubblicate per pochi franchi le sue romanze che tuttavia, cantate nei Salons popolari della capitale, riscuotevano una favorevole accoglienza per la loro fattura leggera e graziosa.
Il suo talento era orientato all'opera comica e due erano i teatri che a Parigi accoglievano opere siffatte: il Teatro Favart, dove si rappresentavano anche, date le circostanze politiche, soggetti patriottici, e il Teatro Feydeau, dove pure avevano accoglienza i drammi eroici di Cherubini e Lesueur. Qui, nel 1797, Boieldieu propose a Feydeau La Famille suisse, di uno «stile semplice e ingenuo, di piacevole eleganza», Mombreuil et Merville, opera fredda, che non ebbe alcun successo, e L'Heureuse Nouvelle, opera di circostanza, composta in occasione del Trattato di Campoformio. L'anno successivo, questa volta al Favart, propose il dramma in 3 atti Zoraïme et Zulnar: il successo fu immediato ed entusiastico; «melodie facili, graziose e spirituali, strumentazione ricca di bei dettagli, un giusto senso della scena, queste le qualità dell'opera che può essere considerata il primo titolo di Boieldieu all'altezza della fama che egli ottenne in seguito».
La sua pur modesta produzione strumentale - aveva composto fino ad allora un concerto e due sonate per pianoforte e un duo per arpa e pianoforte - gli valsero nel 1797 la nomina d'insegnante di pianoforte al Conservatorio musicale parigino, da poco costituito: chi l'ha avuto per professore, lo descrive troppo preso dai suoi interessi di compositore e perciò «un piuttosto cattivo maestro di piano, ma la sua conversazione, dove brillavano notazioni molto fini sulla sua arte, era accolta con interesse dai suoi allievi e non era senza frutto per i loro studi». Preparando una sua nuova opera, Le Calife de Bagdad, spesso chiedeva consigli agli stessi allievi «con un'incantevole modestia» e la lezione di pianoforte passava con gli studenti «intorno lui a cantare brani della nuova opera». Non solo, ma a volte accoglieva anche le correzioni d'armonia suggerite dai suoi allievi: del resto Boieldieu ammise sempre le proprie insufficienze sull'arte del contrappunto e della fuga.

### In Russia
Il matrimonio con la danzatrice Clotilde-Augustine Mafleuroy, celebrato il 19 marzo 1802, si rivelò subito un fallimento e così Boieldieu preferì allontanarsi dalla Francia nell'aprile 1803, accettando l'incarico di maestro di cappella offertogli dallo zar Alessandro I. Il suo contratto d'impiego prevedeva l'allestimento annuale di tre opere teatrali, non facile da adempiere a causa della mancanza, in Russia, di librettisti e così per il suo Rien de trop utilizzò un vaudeville francese, analogamente a quanto occorse per La jeune femme colère, Amour et mystère, Les voitures versées e Un tour de subrettes. In altre occasioni utilizzò libretti di opere già musicate: è il caso di Calypso, già musicata da Lesueur con il titolo di Télémaque, e di Aline, reine de Golconde, messa già in opera da Henri-Montan Berton.
Con il peggioramento delle relazioni diplomatiche tra Russia e Francia, alla fine del 1810 lasciò San Pietroburgo. A Parigi, trovò l'Opéra comique dominata da Nicolas Isouard, che suppliva «alle negligenze della composizione con il merito della fecondità».
Nel 1862 avvenne la millesima recita di La Dame blanche nel Théâtre national de l'Opéra-Comique e nel 1886 la millecinquecentesima.

## Composizioni

### Opere
- La Fille coupable (1793)
- Rosalie et Myrza (1795)
- L'Heureuse Nouvelle (1797)
- La Famille suisse (1797)
- Le Pari ou Mombreuil et Merville (1797)
- Zoraïme et Zulnar (1798)
- La Dot de Suzette (1798)
- Les Méprises espagnoles (1799)
- Emma ou La Prisonnière (1799) (con Cherubini)
- Béniovski ou Les Exilés du Kamchattka (1800)
- Le Calife de Bagdad (1800)
- Ma Tante Aurore ou Le Roman impromptu (1803)
- Le Baiser et la quittance ou Une Aventure de garnison (1803)
- Aline, reine de Golconde (1804)
- La Jeune Femme colère (1805)
- Abderkan (1805)
- Un Tour de soubrette (1806)
- Télémaque (1806)
- Amour et mystère ou Lequel est mon cousin? (1807)
- La Dame invisible (1808)
- L'Athalie (1808)
- Rien de trop ou Les Deux Paravents (1811)
- Jean de Paris (1812)
- Le Nouveau Seigneur de village (1813)
- Le Béarnais ou Henri IV en voyage (1814)
- Angéla ou L'Atelier de Jean Cousin (1814)
- La Fête du village voisin (1816)
- Charles de France ou Amour et gloire (1816)
- Le Petit Chaperon rouge, libretto di Emmanuel Théaulon (1818)
- Les Voitures versées ou Le Séducteur en voyage (1820)
- Les Arts rivaux (1821)
- Blanche de Provence ou La Cour des fées (1821)
- La France et l'Espagne (1823)
- Les Trois Genres (1824) (con Auber)
- Pharamond, libretto di Jacques-François Ancelot (1825, Opéra national de Paris diretta da Rodolphe Kreutzer con Adolphe Nourrit)
- La dame blanche (1825) al Théâtre national de l'Opéra-Comique di Parigi, opera comica in 3 atti, scritta con la collaborazione di Adolphe Adam e Théodore Labarre per l'ouverture, libretto di Eugène Scribe
- Les Deux Nuits, su libretto di Scribe e Jean-Nicolas Bouilly,  (1829)
- La marquise de Brinvilliers (1831) (con Auber, Cherubini e altri)

### Produzione strumentale
- Concerto per piano, 1792
- Sonata per arpa (perduta), 1795
- Sonata per piano opera 1, 1785
- Sonata per piano opera 2, 1795
- Primo duo per arpa e piano, 1796
- Secondo duo per arpa e piano, 1796
- Sonata per violino opera 3, 1799
- Sonata per piano opera 4, 1799
- Trio per piano opera 5, 1800
- Sei piccoli pezzi ed esercizi facili per piano, 1800
- Sonata per piano opera 6, 1800
- Terzo duo per arpa e piano con polacca, 1800
- Valzer per piccola orchestra, 1801
- Concerto per arpa, 1801
- Quarto duo per arpa e piano, 1803
- Sonata per violino opera 7, 1807
- Sonata per violino opera 8, 1807
- Romanze